# Cantó d'Auxerre-Sud
El cantó d'Auxerre-Sud és un cantó francès del departament del Yonne, situat al districte d'Auxerre. Té 2 municipis i part del d'Auxerre.

## Municipis
- Auxerre (part)
- Chevannes
- Vallan

## Història
| Data d'elecció                           | Identitat            | Partit                    | Qualitat |
| ---------------------------------------- | -------------------- | ------------------------- | -------- |
| 1992-1998                                | Marie-France Jeanson | RPR                       |          |
| 1998-                                    | Monique Hadrbolec    | Divers gauche, després PS |          |
| les dades anteriors no són pas conegudes |                      |                           |          |
|                                          |                      |                           |          |